# راسيل وليامز
راسيل وليامز هو سياسي كندي، ولد في 31 يناير 1953 في كندا. حزبياً، نشط في حزب كيبيك الليبرالي.